# Telle River
Der Telle River oder auch Tele River (Sesotho: Tele, Afrikaans: Telerivier
oder Tellerivier) ist ein linker Nebenfluss des Oranje in Südafrika und Lesotho.

## Verlauf
Der Fluss entspringt am 3001 Meter hohen Ben Macdhui. Er verläuft im östlichen Südafrika in nordwestlicher Richtung und bildet die südwestliche Grenze Lesothos. Der Telle mündet etwa 15 km westlich von Quthing in den Oranje. Der Grenzübergang von Quthing nach Sterkspruit heißt Tele Bridge.